# Clacton (stenteknologi)

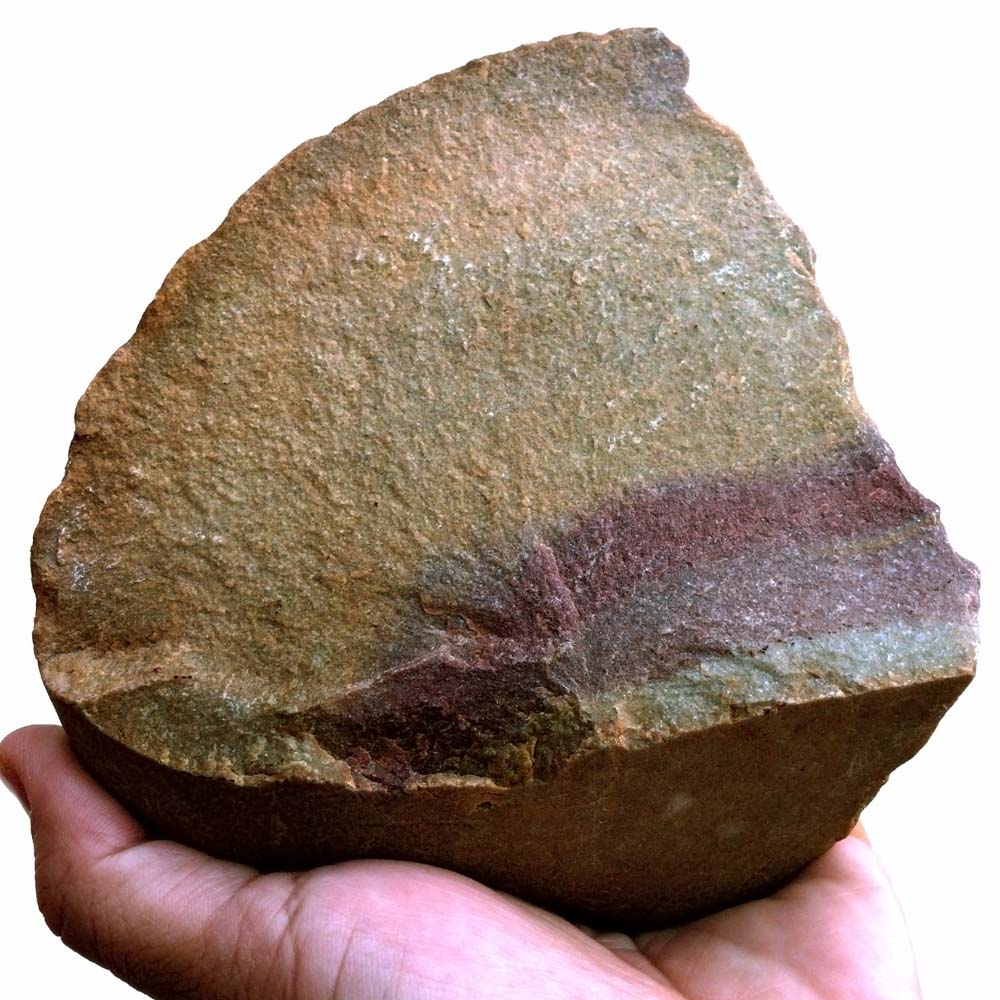
Ett stort Clactonavslag i kvartsit

Clactonteknologi är en tidig stenteknologi som främst är känd från Europa, och namnet kommer från Clacton-on-Sea i Essex. En datering av djurben gjord med urandatering visat att föremålen härrör från början av mellanpaleolitikum, för ca 245 000 år sedan. Man har påträffat fynd Clactontraditionen som underlagrar lämningar från Acheuléenkulturens mellersta skede.
Clactonteknologin är en tidig avslagsteknologi och man framställer alltså avslag av flinta som sedan retuscherades till skrapor eller knivar, därefter användes kärnan som handyxa. En viss typ av konkav skrapa är typisk för Clactontraditionen.
Slitspårsanalyser har visat att verktyg från Clactontraditionen har använts till att skära kött, hudar, ben, trä och dessutom andra, inte träartade, växter